# 梅普爾公園 (伊利諾伊州)
梅普爾公園（英語：Maple Park）是位於美國伊利諾伊州迪卡爾布縣和凱恩縣的一個村落。

## 地理
梅普爾公園的座標為41°54′31″N 88°35′53″W / 41.90861°N 88.59806°W，而該地最高點為海拔高度267米（即876英尺）。

## 人口
根據2010年美國人口普查的數據，梅普爾公園的面積為5.90平方千米，當中陸地面積為5.90平方千米，而水域面積為0.00平方千米。當地共有人口1310人，而人口密度為每平方千米222人。